# 上科雷姆斯克區

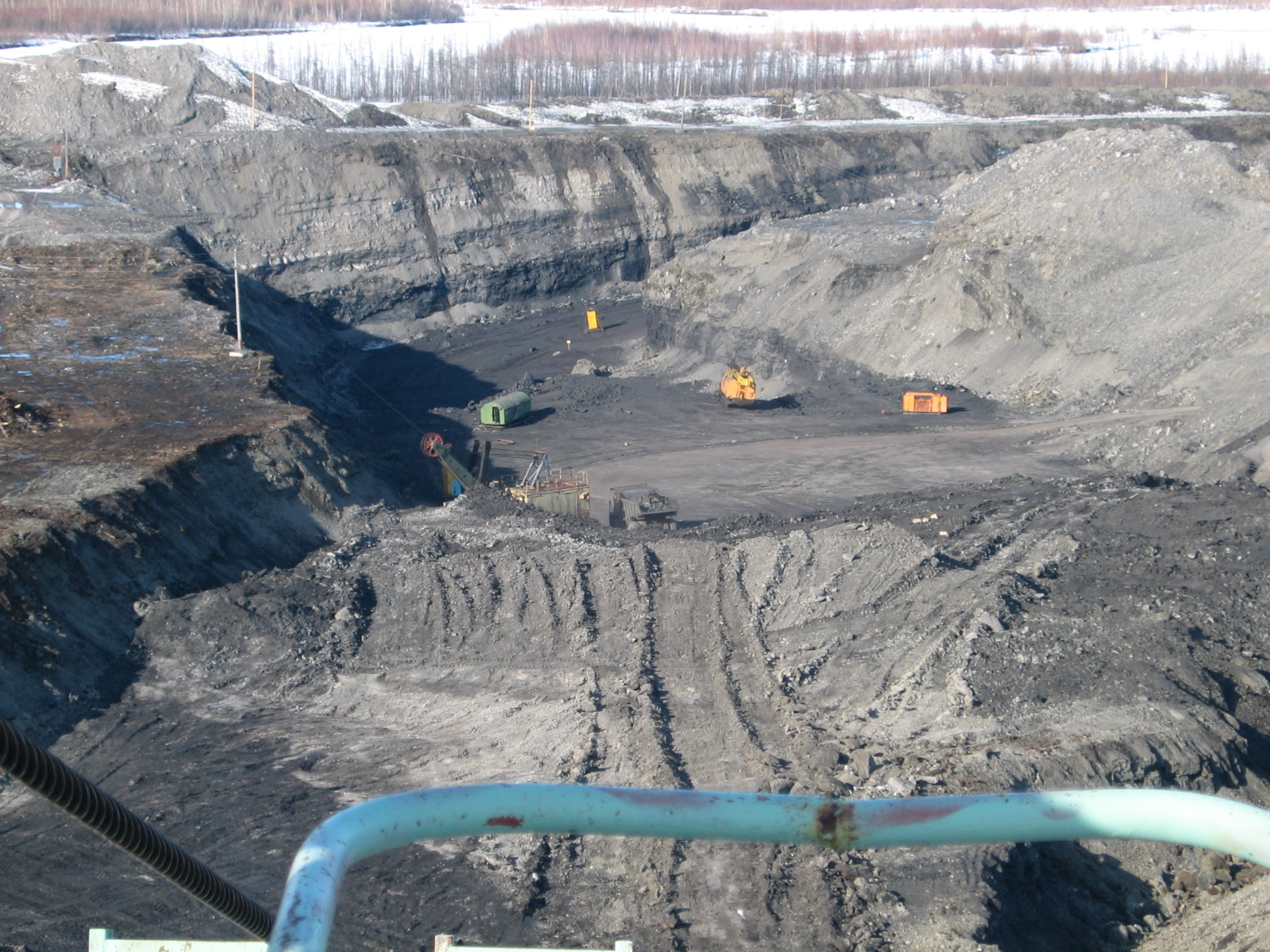

65°44′N 150°54′E / 65.733°N 150.900°E
上科雷姆斯克區（俄语：Верхнеколымский район），是俄羅斯的一個區，位於該國東部，由薩哈共和國負責管轄，始建於1954年4月30日，面積67,800平方公里，2010年人口4,723，人口密度每平方公里0.07人。